# Rutilia viridinigra
Rutilia viridinigra är en tvåvingeart som beskrevs av Macquart 1846. Rutilia viridinigra ingår i släktet Rutilia och familjen parasitflugor. Inga underarter finns listade i Catalogue of Life.